# Friends
Friends (englisch für „Freunde“) ist eine US-amerikanische Sitcom, die von 1994 bis 2004 produziert wurde. Bereits kurz nach dem Start war die Serie in den USA ein großer Erfolg. Die Darsteller Jennifer Aniston, Courteney Cox, Lisa Kudrow, Matt LeBlanc, Matthew Perry und David Schwimmer wurden zu Stars.
Friends geht über eine reine Sitcom hinaus und weist, vor allem in Bezug auf die Beziehungen der Protagonisten untereinander, Elemente einer Dramaserie auf. Auch werden die Figuren im Laufe der Jahre weiterentwickelt. Wichtige Elemente sind dabei die Liebesbeziehungen von Ross und Rachel sowie von Chandler und Monica.
Die Serie spielt in New York City, wurde aber überwiegend in Kalifornien gedreht. 2021 wurde Friends: The Reunion ausgestrahlt. Bei dem Special kamen die sechs Hauptdarsteller nach mehr als 15 Jahren erneut vor der Kamera zusammen.

## Handlung

### Staffel 1
Zu Beginn der Serie werden die sechs Freunde vorgestellt: Rachel, Monica, Phoebe, Joey, Chandler und Ross. Rachel ist von ihrer Hochzeit mit ihrem Verlobten Barry ins Café Central Perk geflohen, wo sie Monica, ihre beste Freundin von der Highschool, vorfindet und um eine Mitwohngelegenheit bittet, woraufhin sie tatsächlich bei ihr einziehen darf. Monicas Bruder Ross, der schon seit Highschool-Zeiten eine Schwäche für Rachel hat, versucht ebenso beständig wie erfolglos, ihr dies mitzuteilen, während seine lesbische Ex-Frau Carol ein Kind von ihm erwartet. Der Junggeselle Joey ist ein bisher erfolgloser Schauspieler, wohingegen Phoebe als Masseurin arbeitet sowie gelegentlich als Musikerin auftritt. Chandler beendet seine Beziehung mit Janice, die auch in späteren Staffeln immer wieder auftaucht. Am Ende der Staffel verrät Chandler versehentlich, dass Ross in Rachel verliebt ist, die dann begreift, dass sie genauso für Ross empfindet. In der letzten Szene der Staffel erwartet Rachel den von einer Reise zurückkehrenden Ross am Flughafen.

### Staffel 2
Am Anfang der zweiten Staffel wartet Rachel am Flughafen auf Ross, um ihm ihre Liebe zu gestehen. Er erscheint jedoch in Begleitung seiner neuen Freundin Julie, sodass es nun Rachel ist, die über mehrere Folgen Ross ihre Gefühle verschweigt, woraufhin die beiden dann aber doch zusammenkommen. Joey erhält eine wichtige Rolle in einer fiktionalen Version der Seifenoper Zeit der Sehnsucht, aber seine Figur wird von den Autoren wieder herausgeschrieben, nachdem Joey behauptet hat, dass viele seiner Textzeilen von ihm selbst verfasst seien. Chandler ist vorübergehend wieder mit Janice zusammen. Monica beginnt damit, ihren Augenarzt und Freund der Familie Richard zu treffen, der 21 Jahre älter ist als sie. Am Ende der Staffel beenden sie ihre Beziehung, als sich herausstellt, dass Richard im Gegensatz zu Monica keine Kinder mehr möchte. Phoebe spielt im Central Perk und bekommt für ihren Song Smelly Cat erweiterte Aufmerksamkeit.

### Staffel 3
Rachel beginnt für Bloomingdale’s zu arbeiten, woraufhin Ross eifersüchtig auf ihren Kollegen Mark wird. Rachel schlägt eine Beziehungspause vor, auf die der in seinen Gefühlen verletzte Ross reagiert, indem er mit einer Angestellten aus dem Kopierladen schläft. Daraufhin trennt sich Rachel von ihm. Phoebe, die zuvor davon ausgegangen war, ihre Zwillingsschwester Ursula sei ihre letzte noch lebende Verwandte, lernt ihren Halbbruder Frank Jr. und ihre biologische Mutter Phoebe Abbott kennen. Joey entwickelt eine länger als üblich anhaltende Beziehung zu seiner Schauspielkollegin Kate, während Monica eine vorübergehende Liaison mit dem Millionär Pete Becker hat, welche aber noch in dieser Staffel beendet wird. Chandler hingegen kann seine Finger immer noch nicht von Janice lassen.

### Staffel 4
Rachel lernt an ihrem Arbeitsplatz den Kunden Joshua kennen und verliebt sich in ihn. Anfangs passt dies Ross überhaupt nicht. Doch auch er lernt jemanden kennen, die Britin Emily. Sie verlieben sich ineinander und wollen in London heiraten. Joey lernt Kathy kennen. Ihre Beziehung gerät ins Wanken, als Chandler sich in Kathy verliebt und sie küsst. Daraufhin macht Joey mit ihr Schluss und Chandler kommt mit ihr zusammen. Später jedoch betrügt sie Chandler und die beiden trennen sich. Monica wird Chefköchin eines Restaurants. Phoebes Halbbruder Frank überrascht sie mit der besonderen Bitte, für ihn und seine ältere Freundin als Leihmutter ein Kind auszutragen, woraufhin sie einwilligt. Die künstliche Befruchtung zeigt Erfolg, Phoebe ist mit Drillingen schwanger. Während des Aufenthalts in London anlässlich der Hochzeit von Ross und Emily schläft Chandler mit Monica.

### Staffel 5
Ross und Emily werden getraut, doch weil er sie am Altar „Rachel“ nennt, verlässt sie ihn unmittelbar nach der Hochzeit. Alle Versuche, die Ehe zu retten, schlagen fehl. Ross zieht gegenüber der Frauen-WG von Rachel und Monica ein. Zwischen Monica und Chandler entwickelt sich eine Beziehung, die sie zunächst geheim halten. Joey erfährt jedoch davon und gerät immer wieder in Erklärungsnot, um die beiden nicht zu verraten. Phoebe bringt die Drillinge zur Welt und lernt später ihren eigenen Vater kennen. Sie trifft sich mit dem Polizisten Gary. Rachel beginnt, für Ralph Lauren zu arbeiten, wobei ihre Arbeit nicht wertgeschätzt wird. Während eines Trips nach Las Vegas beschließen Monica und Chandler zu heiraten, doch Ross und Rachel kommen ihnen – volltrunken – zuvor.

### Staffel 6
Die Ehe von Ross und Rachel kann nicht annulliert werden, sie lassen sich aber scheiden. Monica und Chandler ziehen zusammen, weshalb Rachel zeitweise zu Phoebe zieht, bis in deren Wohnung ein Feuer ausbricht. Ross beginnt, an der Universität zu lehren. Joey geht nach Chandlers Auszug stetig das Geld aus, weswegen er im Central Perk kellnert, bis er erstmals seit Langem wieder eine größere Serienrolle ergattert. Außerdem hat er ein Verhältnis mit seiner neuen Mitbewohnerin Janine, das jedoch an deren Abneigung gegen Chandler und Monica scheitert. Rachels Schwester Jill taucht bei den Freunden auf und bändelt flüchtig mit Ross an, um sich an Rachel zu rächen. Dieser lässt sich danach kurzzeitig auf eine seiner Studentinnen, Elizabeth, ein, während es auch zwischen deren Vater und Rachel funkt. Chandler will Monica einen Heiratsantrag machen, doch Monicas Ex-Freund Richard taucht wieder auf und stellt die Beziehung auf eine schwere Probe. Trotz Richards Liebesgeständnis entscheidet sich Monica für Chandler und nimmt dessen Antrag an.

### Staffel 7
Monica und Chandler sind mit ihren Hochzeitsvorbereitungen beschäftigt. Rachel stellt den attraktiven Assistenten Tag ein, mit dem sie eine Affäre beginnt. An ihrem dreißigsten Geburtstag beendet sie diese Beziehung jedoch, weil er ihr zu jung ist. Seit dem Umbau von Phoebes Wohnung wohnt Rachel nun bei Joey, der weiterhin versucht, als Schauspieler Fuß zu fassen. Ross kümmert sich um Ben und bringt ihm das Fahrradfahren bei. Vor der Hochzeit mit Monica wird Chandler von Panik ergriffen und verschwindet. Nachdem er von den Freunden zur Rückkehr überredet wurde, erfährt er von Monicas angeblicher Schwangerschaft. Während der Zeremonie stellt sich heraus, dass nicht Monica, sondern Rachel schwanger ist.

### Staffel 8
Rachel ist nach einer einmaligen Liebesnacht mit Ross schwanger und beschließt, das Kind zu bekommen. Während Monica und Chandler in den Flitterwochen unterwegs sind, entwickelt Joey Gefühle für Rachel, die bei ihm wohnt, hält sich aber Ross zuliebe zurück. In der fortschreitenden Schwangerschaft zieht Rachel zu Ross. Dieser, der sich an einer Beziehung mit der liebenswerten Mona versucht, kann sich daher nicht richtig auf sie einlassen, was zur Trennung führt. Zwischen Rachel und Ross entwickelt sich eine Art Zweckbeziehung, ohne Auseinandersetzung ihrer wahren Gefühle. Während Rachel sich bei der Geburt Zeit lässt, versuchen Monica und Chandler, ein Kind zu zeugen. Nachdem Emma geboren wird, interpretiert Rachel Joeys zufällige Pose mit einem Ring, den Ross verloren hat, in der Hand und sagt „ja“. Sie heiratet aber weder Joey noch Ross. Trotz der Vorhersage durch Teeblätter trifft auch Phoebe niemanden, mit dem sich eine tiefere Beziehung entwickelt.

### Staffel 9
Chandler wird nach Oklahoma versetzt, kündigt den Job an Weihnachten jedoch, als die Sehnsucht nach Monica zu groß wird. Nach einer Phase der Arbeitslosigkeit heuert er in einer Werbeagentur an. Monica und Chandler erfahren, dass sie auf natürlichem Wege kein Kind bekommen können, daher entscheiden sie sich für eine Adoption nach Leihmutterschaft. Phoebe führt eine Beziehung mit dem klugen Pianisten Mike, doch diese scheitert zunächst an unterschiedlichen Zukunftsvorstellungen. Als Phoebes Ex-Freund David ihr einen Heiratsantrag machen möchte, rauft sie sich mit Mike jedoch zusammen, und die beiden versuchen einen Neuanfang. Rachel und Ross wohnen mit ihrer Tochter Emma in einer Wohnung, nehmen ihre Beziehung aber nicht wieder auf. Die Ungewissheit bewirkt, dass Rachel mit Emma zu Joey zieht, doch nun entwickelt sie für diesen Gefühle, ohne dass er davon etwas ahnt. Stattdessen führt Joey eine Beziehung mit Ross’ Schwarm Charly, einer Paläontologie-Professorin. Diese beendet die Beziehung jedoch, weil sie in Ross verliebt ist.

### Staffel 10
Monica und Chandler bemühen sich um eine Adoption. Sie werden – zunächst auf einem Missverständnis beruhend – von der werdenden Mutter Erica auserwählt, die Eltern ihrer ungeborenen Zwillinge zu sein. Joey und Rachel wohnen zusammen, doch mit einer Beziehung klappt es aufgrund ihrer starken Freundschaft nicht. Rachel nimmt ein Jobangebot in Paris an, woraufhin Ross bemerkt, dass er sie noch immer liebt. Er fängt sie vor ihrem Abflug am Flughafen ab und gesteht ihr seine Liebe. Rachel wehrt zunächst ab, entscheidet sich aber im Flugzeug doch dazu, in New York zu bleiben und einen Neuanfang mit Ross zu wagen, denn sie stellt fest, dass die Sache mit Ross „niemals passé“ sein wird. Phoebe nimmt den Heiratsantrag von Mike an und die beiden heiraten nach einigen Querelen und einem Schneesturm im kleinsten Kreis ihrer Freunde und Familie auf der Straße. Monica und Chandler verlassen ihre New Yorker Wohnung und ziehen mit ihren Kindern an den Stadtrand. In der letzten Szene der Serie sieht man, wie die Freunde die leere Wohnung von Monica und Chandler verlassen und beschließen, einen Kaffee im Central Perk trinken zu gehen.

## Besetzung
Die Serie wurde bei der Arena Synchron in Berlin vertont. Marc Boettcher schrieb die Dialogbücher der ersten 13 Folgen, die Synchronbücher der restlichen Folgen verfasste Janina Richter, die auch die Dialogregie führte.
| Figur                   | Darsteller       | Deutscher Sprecher |
| ----------------------- | ---------------- | ------------------ |
| Rachel Green            | Jennifer Aniston | Nadja Reichardt    |
| Monica Geller-Bing      | Courteney Cox    | Andrea Aust        |
| Phoebe Buffay-Hannigan  | Lisa Kudrow      | Maja Dürr          |
| Joseph „Joey“ Tribbiani | Matt LeBlanc     | Roland Frey        |
| Chandler Bing           | Matthew Perry    | Michael Iwannek    |
| Ross Geller             | David Schwimmer  | Gerald Schaale     |

| Figur                                   | Darsteller                | Deutscher Sprecher                                                | Bemerkungen                                                        |
| --------------------------------------- | ------------------------- | ----------------------------------------------------------------- | ------------------------------------------------------------------ |
| Gunther                                 | James Michael Tyler       | Manuel Vaessen                                                    | Kellner im Central Perk                                            |
| Jack Geller                             | Elliott Gould             | Michael Telloke                                                   | Vater von Ross und Monica                                          |
| Judy Geller                             | Christina Pickles         | Ana Fonell                                                        | Mutter von Ross und Monica                                         |
| Janice Litman-Goralnik, geb. Hosenstein | Maggie Wheeler            | Ghadah Al-Akel                                                    | Ex-Freundin von Chandler                                           |
| Michael „Mike“ Hannigan                 | Paul Rudd                 | Norman Matt                                                       | Ehemann von Phoebe                                                 |
| Carol Willick                           | Anita Barone Jane Sibbett | Liane Rudolph                                                     | Ex-Frau von Ross                                                   |
| Emily Waltham                           | Helen Baxendale           | Judith Brandt                                                     | Ex-Frau von Ross                                                   |
| Susan Bunch                             | Jessica Hecht             | Sabine Jaeger                                                     | Ehefrau von Ross’ Ex-Frau Carol                                    |
| Dr. Richard Burke                       | Tom Selleck               | Norbert Langer                                                    | Freund der Gellers und Ex-Freund von Monica                        |
| Estelle Leonard                         | June Gable                | Evelyn Gressmann (2.10–6.04) Barbara Ratthey (6.21–10.04)         | Agentin von Joey                                                   |
| Frank Buffay, Jr.                       | Giovanni Ribisi           | Björn Schalla                                                     | Halbbruder von Phoebe                                              |
| Charlie Wheeler                         | Aisha Tyler               | Arianne Borbach                                                   | Ex-Freundin von Joey und Ross, Paläontologin                       |
| Ursula Buffay                           | Lisa Kudrow               | Ulrike Stürzbecher                                                | Zwillingsschwester von Phoebe                                      |
| Ben Geller                              | Cole Sprouse              | Lukas Stegmaier                                                   | Ross’ Sohn                                                         |
| Mona                                    | Bonnie Somerville         | Angela Ringer                                                     | Ex-Freundin von Ross                                               |
| Nora Tyler Bing                         | Morgan Fairchild          | Helga Sasse (St. 1, 5) Rita Engelmann (St. 8–9)                   | Mutter von Chandler                                                |
| David                                   | Hank Azaria               | Frank Schröder (St. 1) Erich Räuker (St. 7) Ilja Richter (St. 9)  | Ex-Freund von Phoebe, Atomphysiker                                 |
| Mr. Heckles                             | Larry Hankin              | Wilfried Herbst                                                   | Nachbar                                                            |
| Joshua Burgin                           | Tate Donovan              | Erich Räuker                                                      | Ex-Freund von Rachel                                               |
| Erica                                   | Anna Faris                | Marie Bierstedt                                                   | Mutter der Zwillinge, die von Monica und Chandler adoptiert werden |
| Charles Bing                            | Kathleen Turner           | Gisela Fritsch                                                    | Chandlers transsexueller Vater                                     |
| Jill Green                              | Reese Witherspoon         | Janina Richter                                                    | Rachels Schwester                                                  |
| Amy Green                               | Christina Applegate       | Bianca Krahl                                                      | Rachels Schwester                                                  |
| Mr. Treeger                             | Mike Hagerty              | Andreas Grothusen (St. 2) Jörg Döring Tilo Schmitz Wolfgang Kühne | Hausmeister                                                        |

## Figuren

### Rachel Karen Green

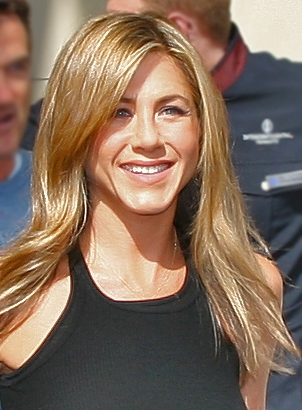
Jennifer Aniston spielte Rachel Green

In der ersten Folge stößt sie zu den restlichen fünf Freunden, da sie ihren Verlobten vor dem Traualtar stehengelassen hat. Sie wohnt seitdem bei ihrer Schulfreundin Monica. Als verwöhntes Mädchen aus reichem Hause tat sie sich ohne die Hilfe ihrer Eltern zunächst schwer und musste als Kellnerin im Central Perk anfangen.
In der zweiten Staffel verliebt Rachel sich in Ross, der zu dieser Zeit noch mit Julie zusammen ist. Ross erfährt von Rachels Gefühlen und macht mit Julie Schluss. Sie kommen zusammen, trennen sich aber in der dritten Staffel wieder, weil Rachel es Ross nicht verzeihen kann, dass er in ihrer Beziehungspause mit einer anderen Frau geschlafen hat. Zu dieser Zeit arbeitet Rachel bei Bloomingdale’s. Am Ende der fünften Staffel heiraten sie in Las Vegas, nachdem sie sich zuvor in ihrem Hotelzimmer betrunken hatten, und lassen sich am Anfang der sechsten Staffel wieder scheiden.
Rachel arbeitet später für die Firma des Modedesigners Ralph Lauren. Als Chandler und Monica zusammenziehen, zieht sie zunächst zu Phoebe, bald darauf zu Joey, dann zu Ross und schließlich zurück zu Joey. Am Ende der achten Staffel bekommt sie eine Tochter, die aus einem One-Night-Stand mit Ross entstanden ist. Am Anfang der zehnten Staffel ist Rachel mit Joey zusammen, die beiden trennen sich aber wieder, da sie feststellen, dass sie nicht mehr als gute Freunde sind. In der zehnten Staffel wird Rachel gefeuert, weil sie heimlich ein Vorsprechen für Gucci hat und dabei von ihrem Chef erwischt wird. Darauf bekommt sie ein Jobangebot von Louis Vuitton. Der Job ist jedoch in Paris. In der Abschlussfolge kommt sie jedoch wieder mit Ross zusammen, woraufhin sie ihr Jobangebot in Paris ablehnt.

### Monica Elizabeth Geller-Bing

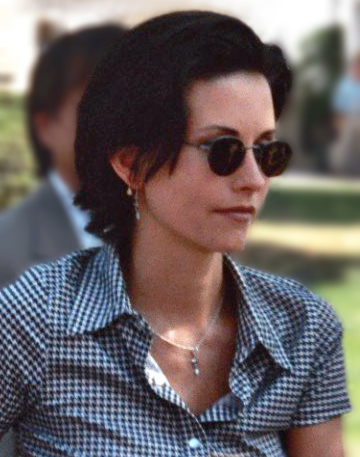
Courteney Cox spielte Monica Geller

Monica, Rachels Schulfreundin und jüngere Schwester von Ross, war bis zu ihrem 18. Lebensjahr stark übergewichtig. Nachdem Ross’ College-Freund Chandler sie hinter ihrem Rücken beleidigt hatte, nahm sie ab, um es ihm heimzuzahlen. Sie hat einen zwanghaften Ordnungs- und Putzfimmel und ist oft übertrieben ehrgeizig. Zudem liebt sie es, andere zu bekochen und zu unterhalten. Zu ihren Eltern hat sie ein angespanntes Verhältnis, da diese Ross bevorzugen. Ihre Mutter bemängelt ständig Monicas Aussehen sowie ihre Arbeits- und Geldsituation. Das größte Problem ist jedoch, dass Monica zunächst unverheiratet ist.
Monica lebt in einem Apartment, das ihrer Großmutter gehört. In der ersten Folge taucht ihre Highschool-Freundin Rachel auf und zieht bei ihr ein. In der zweiten Staffel kommt Monica, die mit Männern bislang wenig Glück hatte, mit dem älteren Arzt Richard Burke zusammen. Das Paar trennt sich in der letzten Folge der zweiten Staffel, da Richard, der bereits zwei erwachsene Kinder hat, keinen weiteren Nachwuchs haben möchte. Als Monica schließlich auch noch ihren Job als Köchin verliert, ist sie gezwungen, in dem 50er-Jahre-Restaurant Moondance Diner zu arbeiten. Hier lernt sie den Millionär Pete Becker kennen, mit dem sie in der dritten Staffel liiert ist.
Am Ende der vierten Staffel fliegen die Freunde nach London, um Ross’ Hochzeit zu feiern. Dort finden schließlich Monica und Chandler zueinander. Zunächst verheimlichen sie ihre Beziehung, ziehen aber zu Beginn der sechsten Staffel zusammen und heiraten in der letzten Folge der siebten Staffel. Da sie auf natürlichem Wege keine Kinder bekommen können, möchten sie ein über Leihmutterschaft ausgetragenes Kind adoptieren. Im Finale der zehnten Staffel bringt die Leihmutter Erica Zwillinge zur Welt. Monica und Chandler verlassen das Apartment, um in einen Vorort New Yorks zu ziehen.

### Phoebe Buffay-Hannigan

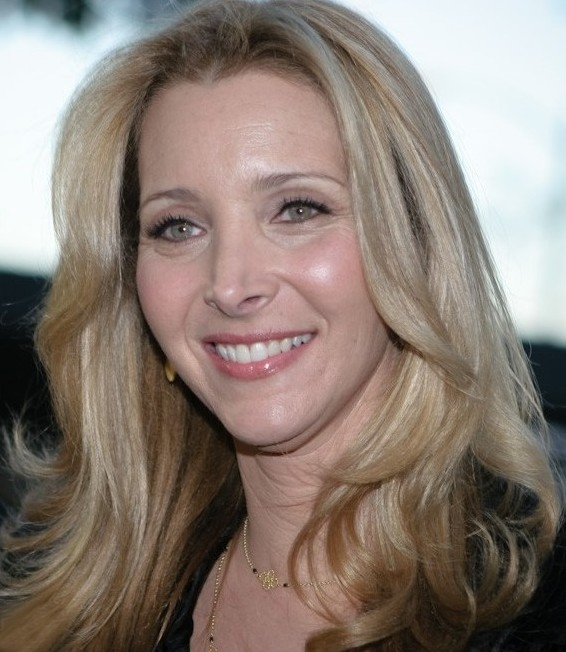
Lisa Kudrow spielte Phoebe Buffay

Als sie 14 war, beging ihre Mutter Lily Suizid, woraufhin Phoebe und ihre Zwillingsschwester Ursula auf der Straße lebten. Ihr Vater Frank hat die Familie nach der Geburt der Mädchen verlassen, ihr Stiefvater sitzt im Gefängnis. Später erfährt sie, dass Phoebe Abbott, die mit Lily und Frank eine Dreierbeziehung führte, ihre leibliche Mutter ist. Ihren leiblichen Vater trifft sie noch einmal, als er überraschend auf der Beerdigung ihrer Großmutter auftaucht. Zu ihrer Schwester Ursula hat sie trotz aller Bemühungen ein schwieriges Verhältnis, da diese sie sehr abfällig behandelt.
Phoebe arbeitet als Masseurin und gibt oft ihre selbstgeschriebenen Lieder im Central Perk zum Besten. Sie ist überzeugte Vegetarierin und hat einen übertriebenen Hang zur Esoterik, was oft zu Diskussionen mit dem Wissenschaftler Ross führt. Eine Zeit lang führte sie eine Scheinehe mit einem schwulen Eistänzer, damit dieser eine Aufenthaltsgenehmigung erhält.
Phoebe wohnte mit Monica zusammen, zog jedoch aus, weil Monica ihr mit ihrem Putzfimmel auf die Nerven ging, und lebt fortan bei ihrer Großmutter. Als diese stirbt, bleibt sie allein in der Wohnung. In der fünften Staffel bringt sie als Leihmutter Drillinge für ihren Halbbruder Frank Jr. und dessen Frau Alice zur Welt. In der neunten Staffel lernt sie durch ein Blind Date Mike kennen, den sie in der zehnten Staffel heiratet. Vor Mike hatte sie viele bedeutungslose Affären, ausgenommen David, der immer mal wieder auftauchte, und Gary, den Polizisten, mit dem sie in der fünften Staffel zusammen war.

### Joseph Francis „Joey“ Tribbiani

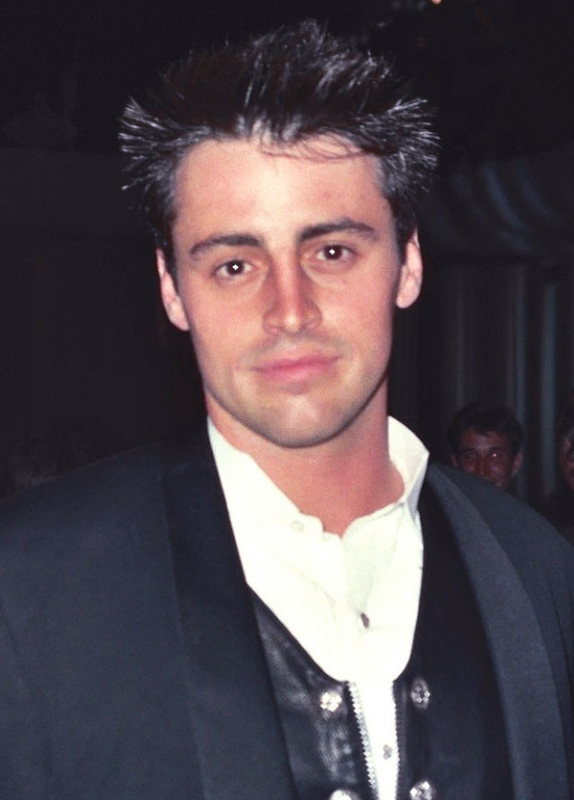
Matt LeBlanc spielte Joey Tribbiani

Joey wohnt zusammen mit Chandler gegenüber von Monicas Apartment. Er ist mit sieben Schwestern aufgewachsen und zu Beginn der Serie ein erfolgloser Schauspieler, der von seinen Engagements gerade so leben kann. In der zweiten Staffel bekommt er seine bekannteste Rolle als Dr. Drake Ramoray in Zeit der Sehnsucht (OT: Days of our Lives), wird aber aus der Serie herausgeschrieben, nachdem er in einem Interview behauptet hatte, seine Texte selbst zu verfassen. In der sechsten Staffel bekommt er die Hauptrolle in der Serie Mac and C.H.E.E.S.E., die jedoch nach der siebten Folge abgesetzt wird. Daraufhin erbettelt er sich seine Rolle in Zeit der Sehnsucht zurück, bei der er zunächst im Koma liegt, dann aber durch eine Gehirntransplantation gerettet werden kann. In derselben Staffel dreht er seinen ersten großen Film.
Der italienischstämmige Katholik kann weniger durch Intelligenz als eher durch seinen Charme überzeugen. Neben Frauen ist Essen seine große Leidenschaft. Sein Liebesleben wird durch zahlreiche bedeutungslose Kurzzeitbeziehungen bestimmt, bis er sich in der dritten Staffel in Kate, seine Schauspielkollegin, verliebt. Sie beendet die Beziehung, als sie eine Rolle in General Hospital bekommt. Auch von Kathy, seiner Schauspielkollegin in der vierten Staffel, wird er verlassen, da sie und Chandler sich verliebt haben. In der achten Staffel verliebt sich Joey in Rachel, während sie von Ross schwanger ist. Unbeabsichtigt macht er ihr einen Heiratsantrag, den sie im Wochenbett annimmt, um nicht alleinerziehende Mutter zu werden. Nach einigen Turbulenzen stellen beide jedoch fest, dass sie nur freundschaftliche Gefühle füreinander hegen.

### Chandler Muriel Bing

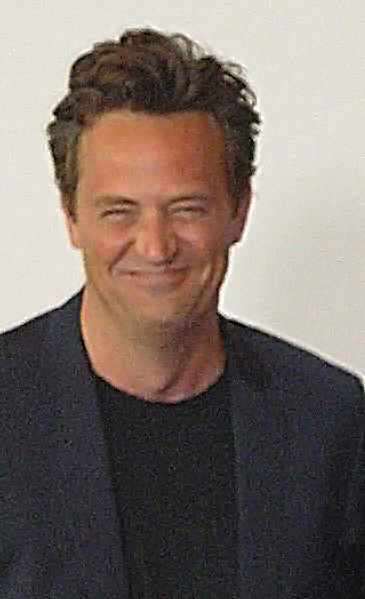
Matthew Perry spielte Chandler Bing

Chandler ist Ross’ bester Freund aus dem College und wohnt mit Joey gegenüber von Monicas Apartment. Er hasst seinen Job und hat ein Problem, Beziehungen einzugehen. Dies ist nicht nur auf die Scheidung seiner Eltern zurückzuführen, sondern vor allem auch darauf, dass Chandlers Vater transgeschlechtlich ist. Seine Mutter schreibt erotische Romane. Nach der Scheidung seiner Eltern hat er stark zu rauchen begonnen, dann jedoch wieder aufgehört. In einigen weiteren Folgen wird diese Sucht zum Running Gag: Während Chandler während des Rauchens ein verzücktes Gesicht macht, versuchen die Freunde ihn jedes Mal energisch vom Rauchen abzuhalten. Er versucht ständig, seine eigene Unsicherheit durch Witze und ironische Kommentare zu überspielen. Er wünscht sich, zu schreiben oder einen anderen kreativen Job zu haben. Sein Job ist so langweilig, dass keiner seiner Freunde weiß, was er macht.
Bei Frauen hat Chandler nur mäßigen Erfolg. Obwohl er innerhalb eines halben Jahres dreimal Schluss mit ihr macht, landet Chandler immer wieder bei Janice, die den Freunden und ihm selbst mit ihrer lauten und aufdringlichen Art auf die Nerven geht. Am Ende der dritten Staffel versucht Chandler, Monica zu überzeugen, dass sie gut zusammenpassen würden. Obwohl Monica es kategorisch ausschließt, je mit Chandler auszugehen, finden beide am Ende der vierten Staffel zueinander. Sie verlieben sich, ziehen zusammen, heiraten und adoptieren zwei Kinder (siehe Abschnitt zu Monica).
In der neunten Staffel muss Chandler nach Tulsa umziehen, weil er bei einem Meeting eingeschlafen war und seine Zustimmung gab, ohne zu wissen, wozu. Monica, die ihn zunächst begleiten wollte, entschließt sich aufgrund eines Traumjobs in New York zu bleiben, sodass Chandler zwischen New York und Tulsa pendelt. Als er jedoch gezwungen ist, Weihnachten und Silvester getrennt von seiner Frau und seinen Freunden zu verbringen, kündigt er seinen verhassten Job, um sich fortan eine Aufgabe zu suchen, die ihm Spaß macht. Zunächst ist Chandler arbeitslos, findet aber schließlich eine Anstellung in einer Werbeagentur.

### Dr. Ross Eustace Geller

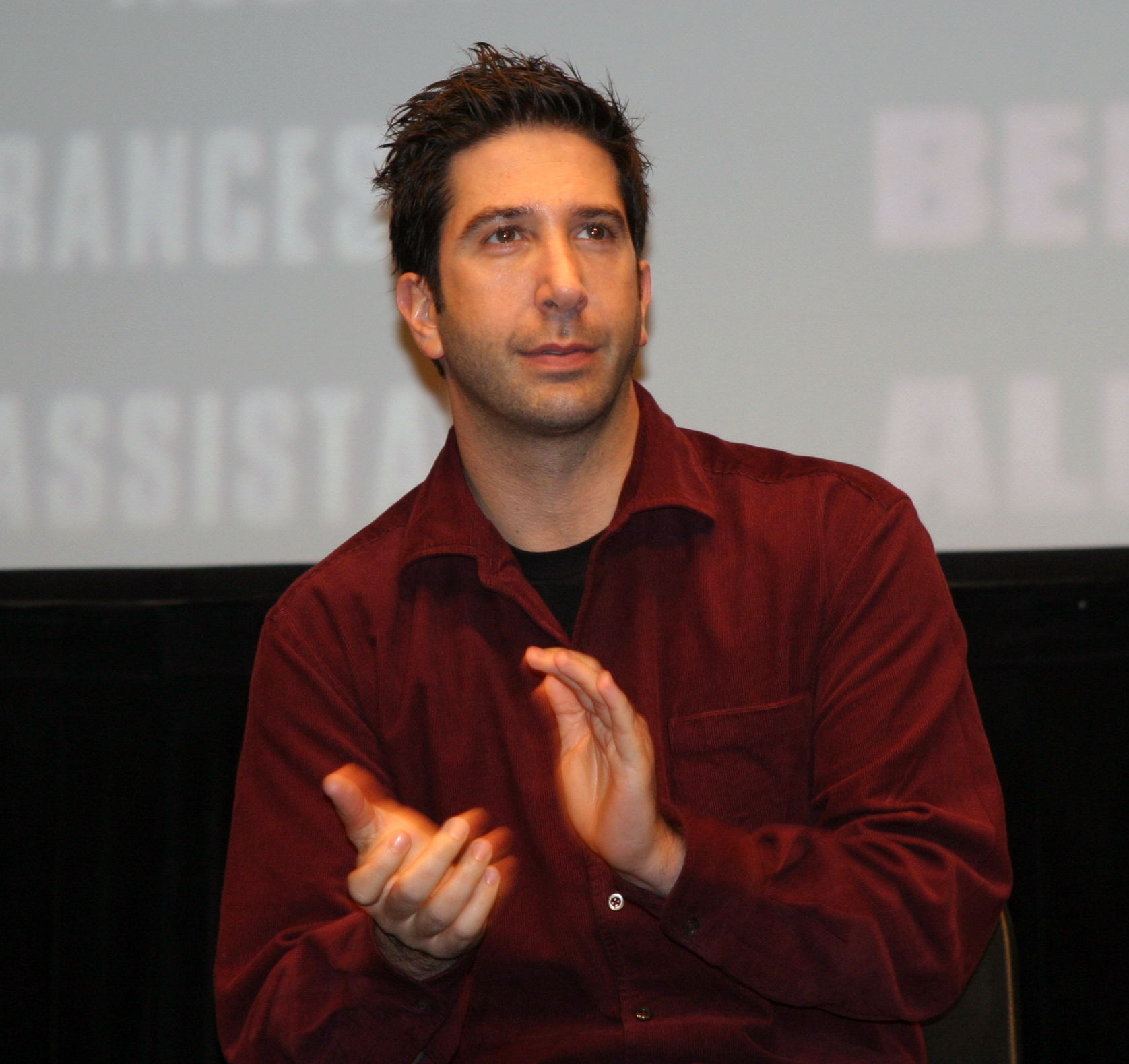
David Schwimmer spielte Ross Geller

Monicas älterer Bruder war bereits auf der Highschool unglücklich in Rachel verliebt. Während der Collegezeit war er Chandlers Mitbewohner. Ross ist promovierter Paläontologe und arbeitet im Museum und später als Dozent an der New Yorker Universität. Ross ist während der Serie dreimal verheiratet. Die erste Ehe, aus der sein Sohn Ben entstanden ist, scheiterte daran, dass seine Frau Carol sich als lesbisch herausstellte. Seine zweite Ehe mit der Engländerin Emily ging daran zu Bruch, dass er sie vor dem Traualtar versehentlich Rachel nannte und ihrer Forderung, seine Freundschaft zu Rachel aufzugeben, nicht nachgeben wollte.
Am Ende der fünften Staffel heiratete er Rachel im Zuge einer feucht-fröhlichen Nacht in Las Vegas. Das Paar wollte die Ehe zwar annullieren zu lassen, aber bei ihrem Streit vor der Richterin wird deutlich, dass Rachel viele der Annullierungsgründe nur erfunden hat. Eine Annullierung der Ehe ist daher nicht mehr möglich, sodass Ross seine dritte Scheidung einreichen muss. Diese drei misslungenen Ehen sorgten dafür, dass Ross während der Serie viele Witze über sich ergehen lassen musste und dass sein Umgang mit dem weiblichen Geschlecht noch unsicherer und verkrampfter wurde. Ross ist auch der Vater von Rachels Tochter Emma, die bei einem One-Night-Stand gezeugt wurde und in Staffel 8 auf die Welt kommt. Erst in der letzten Folge kommen er und Rachel wieder zusammen.
Nach Auszug aus der gemeinsamen Wohnung mit Carol wohnt Ross eine Zeit lang außerhalb, bis er in die ehemalige Wohnung des „hässlichen nackten Mannes“ (englisch: Ugly Naked Guy) in Sichtweite von Monicas Apartment zieht. Er besaß einmal illegal ein Kapuzineräffchen namens Marcel.
Ross hat die Angewohnheit, seine Freunde ungebeten mit wissenschaftlichen Vorträgen zu langweilen oder diese zu korrigieren. Neben seinen drei Scheidungen sind seine Unsicherheit, aber auch sein Jähzorn und Besserwisserei Running Gags der Serie, vor allem seine Meinung zu seinem Seitensprung während der Beziehung mit Rachel: „Wir hatten eine Pause eingelegt!“ (englisch: We were on a Break!)

### Nebenfiguren
GuntherGunther ist Manager des Central Perk, dem Treffpunkt der Freunde. Sein Nachname ist unbekannt (nach Chandlers Schätzung „Central Perk“). Er ist im gesamten Verlauf der Serie in Rachel verliebt, die ihn aber für schwul hält. Erst in der letzten Folge gesteht er ihr seine Liebe. Ihre Antwort auf sein Geständnis war: „Oh Gunther, ach ich liebe dich doch auch … aber wahrscheinlich auf ’ne andre Weise, aber dennoch … und wenn ich irgendwo in einem Café einen Kaffee trinke oder vielleicht einen Mann sehe mit einer Haarfarbe, die heller als die Sonne ist, dann denk ich an dich. Aw.“
Jack und Judy GellerJack und Judy Geller sind Ross’ und Monicas Eltern, die Ross Monica immer vorgezogen haben, da sie vor Ross’ Geburt befürchtet hatten, Judy sei unfruchtbar und ihn somit als „medizinisches Wunder“ betrachteten. Jack hat seine Midlife-Crisis damit überwunden, sich einen Porsche zu kaufen, den er später Monica schenkt, um ihr zu beweisen, dass er sie liebt. Judy hat immer etwas an Monica zu bemängeln und es kommt auch schon mal vor, dass sie ein Missgeschick ihrer Tochter einfach mit „eine Monica abziehen (to pull a Monica)“ betitelt.
Carol WillickCarol Willick ist Ross’ erste Frau. In der ersten Folge erfährt der Zuschauer, dass Carol an diesem Tag ihre Sachen aus der gemeinsamen Wohnung abgeholt hat, da sie lesbisch ist und sich von Ross getrennt hat. In der zweiten Folge unterrichtet Carol Ross davon, dass sie mit ihrem gemeinsamen Kind schwanger ist. Sie wird jedoch den Sohn Ben mit ihrer Lebensgefährtin Susan erziehen. Diese heiratet sie in der zweiten Staffel.
Ben GellerBen ist Ross’ und Carols Sohn. Er wohnt bei seinen Müttern, hat aber ein sehr gutes Verhältnis zu seinem Vater und dessen Freunden.
Susan BunchSusan ist Carols Lebensgefährtin, sie und Ross verbindet eine beiderseitige Antipathie, die sie nur selten zu überwinden schaffen.
Emily WalthamRoss’ britische zweite Frau, die sich kurz nach der Hochzeit unfreundschaftlich von ihm geschieden hat, da er am Traualtar ihren Namen mit Rachels verwechselt hat und sie ihm danach nicht mehr vertrauen konnte.
MonaMona ist Ross’ Freundin am Anfang der achten Staffel. Die Beziehung ging auseinander, weil sie mit der Schwangerschaft von Rachel sowie dem Zusammenziehen von Ross und Rachel nicht zurechtkam.
Nora Tyler BingChandlers Mutter, die eine erfolgreiche Autorin von (anrüchigen) Liebesromanen ist und in einer Folge den verzweifelten Ross küsst.
Charles BingChandlers transgeschlechtlicher Vater, der die Drag-Burleske-Show Viva Las Gaygas in Las Vegas hat.
Ursula Pamela BuffaySie ist Phoebes eineiige Zwillingsschwester, die im Gegensatz zu Phoebe nie an andere denkt und auch mit Lügen oder Betrügen keine Probleme hat. Deshalb haben die Schwestern auch nicht mehr Kontakt als nötig. Manche Versuche von Phoebe, sich mit Ursula zu versöhnen, sind gescheitert. Unter Phoebes Namen hat sie einige Pornos gedreht. Die Rolle der Ursula existiert auch in der amerikanischen Sitcom Verrückt nach dir, wo sie in den ersten beiden Staffeln als Kellnerin arbeitet.
Frank Buffay, Jr.Phoebes Halbbruder, der ähnlich wie Phoebe eine etwas zerstreute Ader hat. Eines seiner Hobbys ist zum Beispiel das Schmelzen von Gegenständen. Seine Frau, Alice Knight, ist seine über 40-jährige ehemalige Lehrerin an der Highschool, die er zwischenzeitlich aus Routine immer noch „Ms. Knight“ nennt. Die beiden hegen einen großen Kinderwunsch, der sich aus biologischen Gründen aber nicht erfüllt. Phoebe springt daraufhin als Leihmutter ein, die die Kinder der beiden austrägt. Zur großen Überraschung bekommt sie Drillinge, welche die Nerven der Eltern oft auf die Probe stellen. Frank Jr. wurde von seinem Vater verlassen, als er 14 Jahre alt war.
DavidPhoebes Ex-Freund vom Typ „zerstreuter Professor“. Die Beziehung scheiterte daran, dass David beruflich nach Minsk zog, nachdem Phoebe ihn hatte schweren Herzens gehen lassen, da sie wusste, dass er nur so seine Karriere als Physiker weiter bringen konnte. Als er acht Jahre später wieder zurückkommt, ist Phoebe mit Mike liiert, doch als die beiden sich trennen, kommt David wieder mit Phoebe zusammen. Damit sie Mike endgültig vergisst, will David ihr auf Barbados einen Heiratsantrag machen. Doch taucht Mike in diesem Moment auf, da Monica und Chandler ihn von Davids Plänen berichtet haben, und Phoebe entscheidet sich letztlich für ihn, da sie – wie Monica und Chandler ahnten – Mike immer noch liebt.
Mike HanniganJoey hatte vergessen, einen Partner für ein Doppel-Date mit Phoebe auszusuchen, bei dem jeder einen Freund mitbringen sollte. Zufällig traf er Mike im Central Perk und wählte ihn aus. Obwohl er aufflog, ging Phoebe eine ernsthafte Beziehung mit Mike ein und heiratete ihn in der zehnten Staffel. Nicht zuletzt, weil er auch einige nicht alltägliche Neigungen hat – zum Beispiel riecht er gern an Textmarkern.
Estelle LeonardJoeys kettenrauchende alte Agentin, die in der zehnten Staffel stirbt. Seit Beginn seiner Karriere hat sie Joey betreut. Außer Joey hatte sie nur einen anderen Klienten, den „Papierfresser“. In der ersten Staffel spricht Joey noch von seinem Agenten, in Episode 10 der zweiten Staffel tritt Estelle erstmals als Agentin von Joey auf.
Janice Litman-Goralnik, geb. HosensteinChandlers Ex-Freundin, von der er sich wiederholt trennt, sie aber durch Missverständnisse immer wieder glauben lässt, er liebe sie noch. Der Hauptgrund für die Abneigung gegenüber Janice, die Chandler mit seinen Freunden teilt, ist ihre schrille, krächzende Stimme (Standardspruch: „Oh, mein Gott!/Oh My God!“). Sie hat auch eine kurze Affäre mit Ross. Janice kommt in jeder der zehn Staffeln vor. In der sechsten Staffel ist nur ihre Stimme auf einem Mixtape zu hören.
Dr. Richard BurkeEr ist der Augenarzt von Monica und mit den Eltern von Monica und Ross befreundet. Er ist 21 Jahre älter als Monica, kommt aber trotzdem in der zweiten Staffel mit ihr zusammen, nachdem er sie als Partyservice eingestellt hat. Sie trennen sich wieder, da Richard keine weiteren Kinder bekommen möchte. In der sechsten Staffel gesteht er Monica, dass er sie nach wie vor liebt und sie heiraten will, doch Monica entscheidet sich für Chandler. Richards Kennzeichen ist ein Oberlippenbart, den er jedoch vorübergehend in Folge 13 der dritten Staffel abrasiert hat.
EricaDa Monica und Chandler miteinander keine Kinder bekommen können, adoptieren sie das noch ungeborene Kind der ziemlich einfältigen Erica. Erst bei der Geburt stellt sich heraus, dass sie Zwillinge bekommt, die sie Jack und Erica nennen.
Mr. HecklesEin psychotischer, einsamer Mann, der unter Monica und Rachel wohnt und in der zweiten Staffel verstirbt. Er kommt nur in wenigen Folgen vor, wo er sich über den Lärm beschwert oder Monica und Rachel des Diebstahls bezichtigt. Als er den „lauten Mädchen“ sein Hab und Gut vererbt und die Freunde zusammen die Wohnung entrümpeln, glaubt Chandler Parallelen zwischen seinem und dem Leben von Mr. Heckles festzustellen und hat Angst, genauso zu enden.

### Gaststars
In der Serie traten zahlreiche Gaststars auf, u. a. Jason Alexander, Sasha Alexander, David Arquette, Richard Branson, George Clooney, Billy Crystal, Kristin Davis, Danny DeVito, Anna Faris, Sherilyn Fenn, Sarah Ferguson, Soleil Moon Frye, Jeff Goldblum, Jennifer Grey, Charlton Heston, Helen Hunt, Chrissie Hynde, Greg Kinnear, Stan Kirsch, Ralph Lauren, Hugh Laurie, Brad Pitt, Ellen Pompeo, Freddie Prinze junior, Leah Remini, Denise Richards, Julia Roberts, Isabella Rossellini, Winona Ryder, Susan Sarandon, Charlie Sheen, Brooke Shields, John Stamos, Fisher Stevens, Ben Stiller, Trudie Styler, Lea Thompson, Jean-Claude Van Damme, Robin Williams, Noah Wyle und Susan Yeagley.
In mehr als einer Folge der Serie wirkten mit:
- Christina Applegate als Rachels Schwester Amy Green in Folge 8 der neunten Staffel und Folge 5 der zehnten Staffel. Für ihre Rolle in der neunten Staffel erhielt sie außerdem einen Emmy als „Beste Gastschauspielerin“.
- Alec Baldwin als Parker in Folge 17 und 18 der achten Staffel. Er spielt einen Freund von Phoebe.
- Jon Favreau, als Pete Becker, Monicas Freund in sechs Episoden der dritten Staffel.
- Adam Goldberg als Eddie, dem zwischenzeitlichen Mitbewohner von Chandler in den Folgen 17 bis 19 der zweiten Staffel.
- Jon Lovitz als bekiffter Ess-Tester Steve für Monica in Folge 15 der ersten Staffel und als Rachels Blind Date Steve in Folge 14 der neunten Staffel.
- Elle Macpherson als Joeys neue Mitbewohnerin Janine Lecroix in Folge 7 bis 11 der sechsten Staffel.
- Dermot Mulroney als Rachels Arbeitskollege und Affäre Gavin Mitchell in Folge 11 bis 13 der neunten Staffel.
- Gary Oldman als Joeys spuckender Co-Schauspieler Richard Crosby in Folge 23 und 24 der siebten Staffel.
- Sean Penn als Verlobter von Phoebes Schwester Ursula, der diese jedoch verlässt, nachdem ihn Phoebe über Ursulas Lügen aufklärt. Phoebes Versuch, eine Beziehung mit ihm einzugehen, scheitert an der äußerlichen Ähnlichkeit der Zwillinge. Folge 6 und 7 der achten Staffel.
- Jennifer Saunders als Andrea Waltham, Emilys (Ross’ zweite Ex-Frau) Stiefmutter in Folge 24 der vierten Staffel und Folge 1 der fünften Staffel.
- Tom Selleck als Dr. Richard Burke, Monicas Freund, in sechs Episoden der zweiten Staffel und vier weiteren Episoden in Staffel 3 und 6.
- Christine Taylor als Bonnie, Ross’ Freundin, die sich von der eifersüchtigen Rachel überreden lässt, sich ihre Haare abzurasieren. Folge 24 und 25 der dritten und Folge 1 der vierten Staffel.
- Kathleen Turner als Chandlers Vater Charles Bing in den Folgen 22 bis 24 der siebten Staffel.
- Aisha Tyler in den Folgen 20 bis 24 von Staffel 9 sowie in den Folgen 1, 2, 5 und 6 von Staffel 10 als Ross’ Kollegin Charlie Wheeler. Sowohl Ross als auch Joey finden Gefallen an ihr.
- Michael Rapaport als Gary in den Folgen 16 bis 19 von Staffel 5. Er spielt einen Polizisten und Freund von Phoebe.
- Bruce Willis als Elizabeths (Ross’ Freundin und Studentin) Vater und zeitweiliger Freund von Rachel, Paul Stevens, in Folge 21 bis 23 der sechsten Staffel. Auch er erhielt für seine Rolle einen Emmy als „Bester Gastschauspieler“.
- Reese Witherspoon in den Folgen 13 und 14 der sechsten Staffel als Jill Green, Rachels Schwester. Sie versucht, Ross zu verführen.
- Max Wright als Terry in Folge 9 der ersten Staffel und Folge 6 der zweiten Staffel. Er ist der Besitzer des Central Perk und weder von Rachels Arbeitsmoral noch von Phoebes Musik begeistert.

### Doppelrollen
In der Folge Vorsicht, Sucht! (2.10) tritt ein Mann namens Russ auf, der eine enorme Ähnlichkeit zu Ross hat, sowohl was sein Äußeres angeht, als auch sein Verhalten. Dieser wird zwar laut Abspann von einem Schauspieler mit dem Namen „Snaro“ dargestellt, jedoch ist David Schwimmer hier in einer Doppelrolle zu sehen und spielt sowohl Ross als auch Russ.
Lisa Kudrow spielt nicht nur Phoebe Buffay, sondern auch ihre Zwillingsschwester Ursula Buffay.
Giovanni Ribisi, Darsteller von Frank Buffay, Jr., spielte in einer früheren Episode einen Mann, welcher ein Kondom in Phoebes Gitarrenkoffer warf.
June Gable spielt einerseits Estelle, die Agentin von Joey, hatte aber in der ersten Staffel einen Auftritt als Krankenschwester, die bei der Geburt von Ben dabei war.

## Entstehung

Grundriss des Sets

Im Jahr 1993 stellten die Erfinder der Serie, David Crane und Marta Kauffman, ihr Konzept für eine neue Fernsehserie dem Fernsehsender NBC unter dem Titel Insomnia Cafe vor. Weitere Namen für das Projekt waren Friends like Us, Six of One und Across the Hall.

„Es geht um Sex, Liebe, Beziehungen, Karrieren, die Zeit in deinem Leben, wenn alles möglich ist, was wirklich aufregend und wirklich erschreckend ist. Es geht um die Suche nach Liebe und Bindung und Sicherheit, und die Angst vor Liebe und Bindung und Sicherheit. Es geht um Freundschaft, denn wenn du jung und allein in der Stadt bist, dann sind deine Freunde deine Familie.“

Die Produktion übernahm Warner Bros. Television. Zu Beginn der zweiten Staffel verdienten Jennifer Aniston und David Schwimmer mehr als ihre Co-Stars, bis sich alle 6, angeführt von Schwimmer, für gleiche Gagen einsetzten.

„Als wir alle anfingen, wurden uns völlig unterschiedliche Gagen gezahlt, aber wir haben die gleiche Menge Arbeit gemacht und sind angerückt, und es waren sechs Hauptrollen, deshalb ergab es für mich einfach Sinn, dass wir alle anrückten und die gleiche Menge Geld bekommen sollten. Ich denke, damals ging es nicht notwendigerweise darum, wie viel es war, es ging nur darum, dass wir gleichberechtigt bezahlt wurden, so dass es später keine Missgunst geben würde.“

In der ersten Staffel verdienten die sechs Hauptdarsteller 20.000 US-Dollar pro Episode. Als die Sendung erfolgreich wurde, stiegen die Gagen jedoch stark an, da den Produzenten bewusst war, dass die Serie auf jeden einzelnen der Hauptdarsteller angewiesen war. In der letzten Staffel lagen sie bei 1.000.000 US-Dollar pro Episode. Insgesamt verdiente jeder der Hauptdarsteller über 80.000.000 US-Dollar mit Friends.
Hauptdarsteller David Schwimmer führte in zehn Folgen auch Regie, erstmals in Staffel 6 Folge 6.

## Wiederkehrende Elemente

### Central Perk

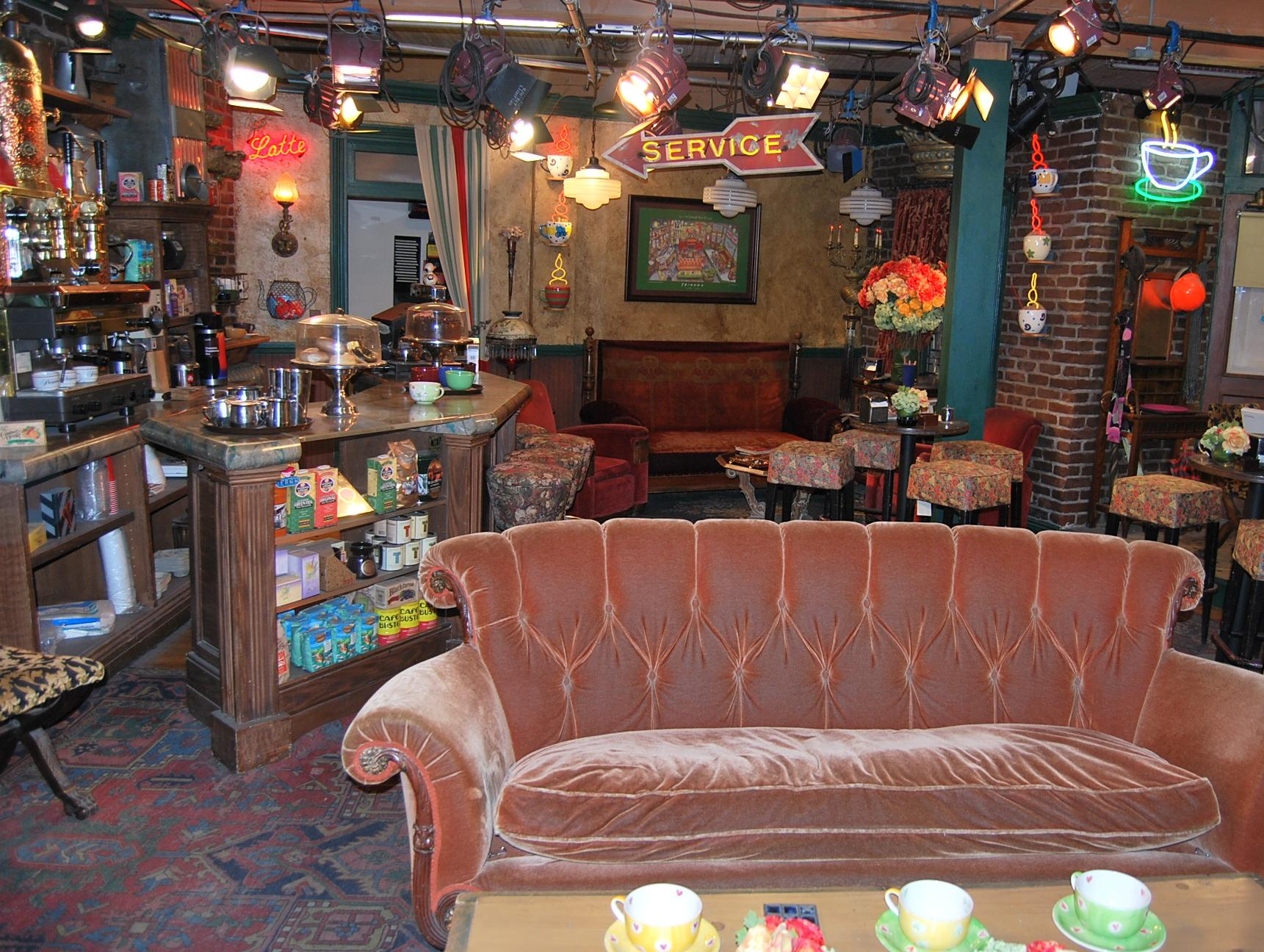
Das Set des Central Perk in den Warner Bros. Studios.

Das Central Perk ist ein kleines, gemütliches Café im Herzen von New York City. Fast täglich treffen sich die Freunde auf der orangefarbenen Couch ihres Stammlokals und reden über das, was gerade anfällt. Zwei von ihnen haben zwischenzeitlich im Café gearbeitet: Rachel und Joey, doch Gunther, der Mann an der Kaffeemaschine, und Terry, der Besitzer des Cafés, waren nicht gerade von ihren Fähigkeiten begeistert. Der Name ist ein Wortspiel, es verbindet Manhattans Central Park mit der Bezeichnung für einen Kaffeemaschinentyp.

### Monicas Apartment

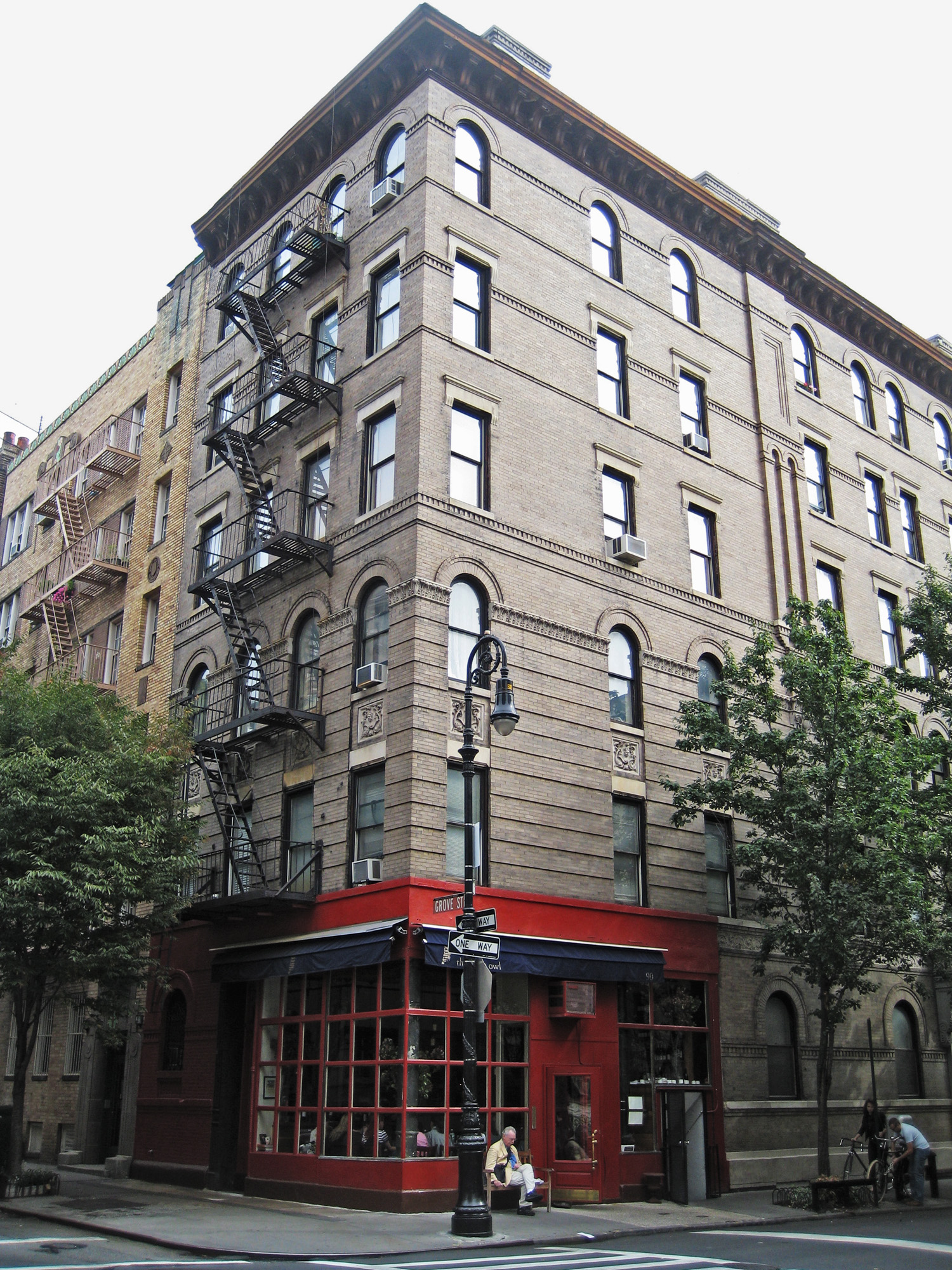
Das Haus in Manhattan, das für die Außenaufnahmen verwendet wurde

In Monicas Apartment verbringen die Freunde die meiste Zeit. Das Set liegt in der Mitte zwischen Central Perk und Joeys und Chandlers Apartment (das zum Beispiel für Ross’ Apartment oder für die Flughäfen umgebaut wird). Bei der Gestaltung des Apartments konnten die Requisiteure ihrer Phantasie freien Lauf lassen. Es ist immer zwanghaft ordentlich gehalten; Monica kann es nicht ausstehen, wenn irgendein Möbelstück verrückt wird. Das Markenzeichen im Apartment ist der gelbe Rahmen um den Türspion. Der Rahmen war ein Spiegel, der einem Requisiteur heruntergefallen ist. Ein weiteres Markenzeichen ist auch die lila Wandfarbe, die Joey erst in der letzten Folge der zehnten Staffel bemerkt („Dieses Violett, sagt mal, war das schon immer?“). Ebenso ist die Tafel an der Tür von Chandlers Apartment von Folge zu Folge anders beschriftet oder mit einer anderen Zeichnung versehen. Monica hätte sich das Apartment nie leisten können, aber es gehörte einst ihrer Großmutter, auf deren Namen noch ein geschützter Mietvertrag (rent control) läuft.

### Vorspann
Während viele andere Serien auf einen Vorspann verzichten, um Sendezeit zugunsten von Werbung einzusparen, ist dies bei Friends nicht der Fall.
Jede Staffel hat einen individuellen Vorspann, der aus Bildern von jeweils mehreren vorangegangenen Folgen – teilweise auch erst zukünftiger Folgen – besteht.
Hervorstechend ist jedoch die Nutzung von Szenen, die für den Vorspann der Pilot-Folge erstellt und bis zur letzten Staffel in den Vorspann eingearbeitet wurden. So endet das Intro immer mit der Szene, in der man die Hauptdarsteller bzw. -figuren auf dem Sofa des Central Perk sitzen und auf eine Häuserzeile schauen sieht, während Monica eine neben der Couch aufgestellte Stehlampe ausschaltet und damit auch das Licht in den Fenstern der Häuserzeile löscht.
Diese Szenen, die um einen Brunnen spielen, in und an dem sich die Schauspieler vergnügen und sich unter anderem gegenseitig nass spritzen, wurden für die „Was wäre, wenn“-Folgen mit den alternativen Versionen der Hauptfiguren neu erstellt.

## Veröffentlichung
Friends wurde ab 1994 von NBC ausgestrahlt. 2004 lief die Serie nach zehn Staffeln und 236 Episoden aus. In Deutschland lief die Serie erstmals 1996 bei Sat.1. Die Serie wurde zwischen August 1996 und Oktober 2005 nachmittags und abends auf ProSieben ausgestrahlt. Die deutsche Erstausstrahlung der zehnten und letzten Staffel lief von Juni bis Oktober 2005. Zur letzten Sendung am 6. Mai 2004 schauten in den USA 51,1 Millionen Menschen zu. Damit hat Friends das vierterfolgreichste Serienfinale in den USA, hinter M*A*S*H, Seinfeld und Cheers. Die letzte Folge von M*A*S*H erreichte mit 105 Millionen Zuschauern ein mehr als doppelt so großes Publikum.
Später wurde die Serie auch bei Kabel eins, Super RTL, sixx, Nitro, Comedy Central, dem Disney Channel sowie bei VIVA wiederholt. Der Streamingdienst Netflix zahlte 100 Millionen Dollar pro Jahr, um Friends 2018 und 2019 anzubieten. 2020 wechselte die Serie zu Prime Video, kehrte aber 2021 ohne vorherige Ankündigung zu Netflix zurück.
Heimkino
- St. 1 (4. Juli 2002)
- St. 2 (4. Juli 2002)
- St. 3 (4. Juli 2002)
- St. 4 (8. Aug. 2002)
- St. 5 (5. Sep. 2002)
- St. 6 (23. Jan. 2003)
- St. 7 (6. März 2003)
- St. 8 (17. Apr. 2003)
- St. 9 (19. März 2004)
- St. 10 (20. Mai 2005)
- Best-Of St. 1 (19. Aug. 2005)
- Best-Of St. 2 (19. Aug. 2005)
- Best-Of St. 3 (9. Sep. 2005)
- Superbox St. 1–10 (21. Nov. 2005, seit Nov. 2007 als identische Neuauflage)
- Neuauflage der Staffelboxen ab 2006
- Die komplette Serie auf Blu-ray (13. Nov. 2012)

## Ableger und Adaptionen

### Joey
Matt LeBlanc führte ab Herbst 2004 in der Serie Joey einen Teil des Handlungsstranges weiter. Die Sendung lief in den USA zunächst auf dem gleichen prestigeträchtigen Sendeplatz wie Friends, ein Novum für ein Spin-off. Da Joey jedoch nicht an die Erfolge von Friends anknüpfen konnte, verlor die Serie den Sendeplatz Anfang 2006 an die Sitcom My Name Is Earl. Im Frühjahr 2006 entschloss sich NBC, Joey aufgrund zu niedriger Quoten nach der zweiten Staffel abzusetzen.

### Lego-Set
Im Februar 2019 hat Lego das Ideas-Set 21319 Friends Central Perk Café herausgebracht. Am 11. Mai 2021 folgten mit dem Set 10292 Friends Apartments die Wohnungen.

### Friends: The Reunion
Im November 2019 berichtete The Hollywood Reporter erstmals, dass Warner Bros. eine Friends-Reunion für HBO Max entwickelt, nachdem sich der Streaming-Anbieter die US-Rechte der Serie gesichert hatte. Am 21. Februar 2020 bestätigte WarnerMedia, dass es eine einmalige Reunion ohne Drehbuch mit dem Original Cast geben wird. Das Special sollte zum Start von HBO Max im Mai 2020 erscheinen, wurde aber aufgrund der COVID-19-Pandemie zweimal verschoben.
Als Executive Producer agierten die langjährigen Produzenten Marta Kauffman, Kevin S. Bright und David Crane sowie der Hauptcast der Serie: Jennifer Aniston, Courteney Cox, Lisa Kudrow, Matt LeBlanc, Matthew Perry und David Schwimmer. Die Regie übernahm Ben Winston. Die Reunion wurde im April 2021 in Los Angeles im Original Studio, der Stage 24, The Friends Stage, von Warner Bros. Entertainment aufgezeichnet. Am 27. Mai 2021 wurde die Reunion in Anspielung auf die Original-Folgenamen unter dem Titel Friends: The Reunion – The One Where They Get Back Together bei HBO Max veröffentlicht. In Deutschland erfolgte die Veröffentlichung zeitgleich exklusiv bei dem Pay-TV-Anbieter Sky Deutschland.
Das Special zeigt die sechs Hauptdarsteller an Original-Sets, wie dem Apartment und Central Perk. Bei einem Table Read lesen sie zusammen Szenen aus alten Drehbüchern und es gibt eine Neuauflage des WG-Quiz. Dazu werden Blooper-Szenen und Ausschnitte aus damaligen Aufzeichnungen gezeigt sowie Hintergrundinformationen geteilt. Es treten Gastdarsteller aus der Serie auf, darunter Tom Selleck, Maggie Wheeler, James Michael Tyler, Elliott Gould, Christina Pickles, Larry Hankin, Thomas Lennon und Reese Witherspoon. Dazu gibt es Beiträge von Prominenten wie zum Beispiel David Beckham, Kit Harington, BTS oder Malala Yousafzai, die ihre Geschichte mit Friends erzählen. Eingerahmt wird die Reunion von einem Talk, der von James Corden vor dem Wasserbrunnen aus dem Vorspann moderiert wird. Justin Bieber, Cara Delevingne und Cindy Crawford präsentieren bekannte Kostüme aus der Serie und Lisa Kudrow singt mit Lady Gaga ihren Song Smelly Cat.
In China wurden die Auftritte von Lady Gaga, Justin Bieber und der Popband BTS auf drei Plattformen herausgeschnitten, weil die beteiligten Künstler in der Vergangenheit die chinesische Regierung verärgert hatten.

## Trivia
- Courteney Cox sollte ursprünglich Rachel spielen, aber sie habe gebeten, lieber die Rolle von Monica zu übernehmen, weil sie ihr mehr liegen würde.
- Lisa Kudrow schrieb Smelly Cat gemeinsam mit einer Freundin, als sie betrunken waren und schließlich wurde das Lied in die Serie genommen.
- Die Drehbuchautoren haben viele Witze von Matthew Perry mit in die Serie aufgenommen.
- Die weiße Hundestatue, die Joey kauft, nachdem er reich wurde, wurde von Jennifer Aniston zur Verfügung gestellt. Sie hatte die Statue von einer Freundin zu Beginn ihrer Karriere bekommen.
- In der ersten Folge der sechsten Staffel, The One After Vegas (Das Zeichen), erhielten alle Namen im Vorspann den Zusatz Arquette, als Anspielung auf Courteney Cox, die kurz zuvor David Arquette geheiratet hatte.
- Hank Azaria, der Phoebes Wissenschaftler-Freund spielt, sprach zuvor beim Casting für die Rolle des Joeys vor wie auch Vince Vaughn. Maggie Wheeler sprach für die Rolle von Monica vor.
- Phoebe und Mike kamen am Ende zusammen, weil alle Paul Rudd in der Serie behalten wollten.
- Courteney Cox sagt, dass Matthew Perry ihr geholfen hat, Monica zu der Rolle zu machen, die sie am Ende in der Serie wurde.
- Die Geschichte von Monica und Chandler sollte ursprünglich nur für eine Nacht sein, aber weil das beim Publikum so gut ankam, wurden sie zu einem Paar.
- Giovanni Ribisi spielt Phoebes Halbbruder. Ribisi hat aber bereits zuvor eine kleine Rolle, in der er versehentlich ein Kondom anstatt Kleingeld in Phoebes Gitarrenkoffer wirft.
- Der berühmte goldene Rahmen um den Türspion von Monicas Apartment war ein Spiegel, der einem Crew-Mitglied runtergefallen war.
- Joeys bekannter Spruch How You doin?, wurde von TV Guide in die Liste der Top-20-Catchphrases auf Platz 4 gesetzt.
- James Tyler erhielt die Rolle des Gunther, weil er der einzige war, der die Kaffeemaschine im Central Perk bedienen konnte.
- Schauspielerin Helen Baxendale wurde zwischen der vierten und fünften Staffel schwanger und konnte daher nicht mehr kontinuierlich aus England einreisen. Deshalb wurde ihre Rolle Emily Waltham deutlich früher aus der Serie geschrieben, als geplant war.
- Die Story um die Leihmutterschaft von Phoebe mit Drillingen für ihren Halbbruder entstand aufgrund der tatsächlichen Schwangerschaft von Lisa Kudrow.
- Obwohl der Terroranschlag vom 11. September 2001 nicht thematisiert wurde, drückt die Serie ihre Unterstützung auf verschiedene Weise aus. So sind auf Joeys und Chandlers Schreibtafel an ihrer Tür Nachrichten zu sehen und mehrere Darsteller tragen T-Shirts mit FDNY-Aufschrift.
- Der Schauspieler John Bennett Perry, der Joshuas (Tate Donovan) Vater spielt, ist der Vater von Matthew Perry.
- Jane Sibbett spielt Ross’ Exfrau Carol. Sie ersetzte Anita Barone, die die Rolle zuvor im Pilot spielte.
- Die Darstellung der Janice von Maggie Wheeler ist eine Parodie auf Fran Drescher.
- Jeder Charakter ist für bestimmte Catchphrases bekannt. Beispielsweise Joey für seinen Anmachspruch How You doin?, Monica für I know!, Rachels Ausdruck von No und Phoebe für ihr überraschtes Oh, no. Ross’ depressives Hi, wenn ihm etwas schlechtes passiert ist und Chandlers Betonung von be wenn er eine rhetorische Frage stellt.
- Chandler ist der einzige Charakter ohne Geschwister. Monica und Ross sind Geschwister, Rachel hat zwei Schwestern, Phoebe hat eine Zwillingsschwester sowie einen Halbbruder und Joey hat sieben Schwestern.
- Carols und Susans Hochzeit war die erste von zwei Frauen, die im Fernsehen gezeigt wurde.

## Resonanz

### Kritik
Schon vor dem deutschen Start der Serie wurde nach dem Grund für den Erfolg in den USA gesucht.

„Die Episoden drehen sich im wesentlichen um eine Welt, wie sie sein sollte, nicht wie sie ist […]. Kritiker rätseln über den Massenappeal der Serie. Liegt der Erfolg an den ständig wiederkehrenden Themen: Liebe, Sex – und Arbeitslosigkeit?“

Neun Jahre später wurden die engen sozialen Bindungen der Hauptdarsteller sowie die Sehnsucht nach sozialer Wärme in der Gesellschaft als Gründe angeführt.

„Die interessanteste Vorstellung bei Friends ist vielleicht die Vorstellung gewesen, dass sich drei Männer und drei Frauen über zehn Jahre nicht in sechs verschiedene Richtungen entwickelten. 1994 […] wuchs die Sehnsucht nach sozialer Wärme. Davon hatte die New Yorker WG viel.“

Das Erfolgskonzept von Friends wurde vielfach kopiert und gilt als Basis für weitere bekannte Serien wie How I met your mother oder The Big Bang Theory.

„Die anderen Sender rennen dem Erfolg hinterher und kopieren NBC, und NBC kopiert sich selbst“

Im Zeitraum des 25. Jubiläums der Ausstrahlung der Pilotfolge wurden Kritiken bezüglich der Zeitgemäßheit sowie des ersten Eindrucks auf die jüngere Generation veröffentlicht. Neben der Anerkennung, dass die Serie inzwischen Kult sei, wurden vor allem die fehlende Diversität der Besetzung sowie eine sexistische und homophobe Tendenz des Humors kritisiert.

„Zu wenig divers, dafür sexistisch und homophob sei die Serie – besonders bei der Generation Z kommen die Witze, die den Ton bestimmen, schlecht an. Gags darüber, dass Monica einmal dick war und Chandler aufgrund nicht nennbarer Eigenschaften für homosexuell gehalten wird. Auch die sexuellen Avancen, mit denen Joey immer wieder bei Frauen landet […] stößt bei vielen auf Unverständnis. Dem Vorwurf, der Cast der Serie sei nicht divers genug, ist nichts entgegenzusetzen. [Die Hauptdarsteller] sind alle weiß, mehr oder weniger privilegiert und aus den Staaten.“

Bei den Kritikpunkten wurde darauf hingewiesen, dass auch der Entstehungszeitraum berücksichtigt werden sollte. New York war damals schon multikulturell, daher wurde schon früher auf die fehlende Diversität des Casts hingewiesen. In vielen anderen Bereichen sei Friends hingegen sehr fortschrittlich.

„Zum einen ist der aktuelle Trend, ein Werk aus dem Kontext seiner kulturellen Ära herauszureißen und zu bewerten, mehr als fragwürdig. Denn abgesehen vom alten und berechtigten Vorwurf, dass im Kosmos der Freunde die multikulturelle Vielfalt der Metropole New York nicht mal ansatzweise abgebildet wird […] war die Serie für ihre Zeit sogar erstaunlich progressiv.“

„Dass Ross’ Exfrau in einer homosexuellen Beziehung lebt, wird von Anfang an ganz selbstverständlich in die Geschichte eingebaut, und es gibt in der Serie keine Frau, die einfach nur heiraten möchte. Monica macht ein eigenes Catering-Business, und Phoebe ist von vornherein wahnsinnig unabhängig. Fortschrittlicher geht es ja eigentlich nicht.“

### Auszeichnungen
Friends verbuchte insgesamt 153 Nominierungen und konnte 56-mal eine Auszeichnung gewinnen.
Emmy Awards
- 1996 – Beste Regie für eine Comedyserie (Outstanding Directing for a Comedy Series) – Michael Lembeck
- 1998 – Beste Nebendarstellerin in einer Comedyserie (Outstanding Supporting Actress in a Comedy Series) – Lisa Kudrow
- 2000 – Bester Gastdarsteller in einer Comedyserie (Outstanding Guest Actor in a Comedy Series) – Bruce Willis
- 2002 – Beste Comedyserie (Outstanding Comedy Series)
- 2002 – Beste Hauptdarstellerin in einer Comedyserie (Outstanding Lead Actress in a Comedy Series) – Jennifer Aniston
- 2003 – Beste Gastdarstellerin in einer Comedyserie (Outstanding Guest Actress in a Comedy Series) – Christina Applegate

Insgesamt wurde die Serie 63-mal für den Emmy nominiert.
Golden Globe Awards
- 2003 – Beste Serien-Hauptdarstellerin – Komödie oder Musical (Best Performance by an Actress in a Television Series, Musical or Comedy) – Jennifer Aniston

Friends wurde zehnmal für den Golden Globe nominiert.
People’s Choice Awards
- 1995 – Beste neue Comedyserie (Favorite New Television Comedy)
- 1999 bis 2004 (6× in Folge) – Beste Comedyserie (Favorite Television Comedy Series)
- 2000 bis 2004 (5× in Folge) – Bester weiblicher TV-Star (Favorite Female Television Performer) – Jennifer Aniston

Screen Actors Guild Awards
- 1996 – Bestes Schauspielensemble – Komödie (Outstanding Performance by an Ensemble in a Comedy Series)
- 2000 – Beste Darstellerin in einer Fernsehserie – Komödie (Outstanding Performance by a Female Actor in a Comedy Series) – Lisa Kudrow